# Melanonotus lativittatus
Melanonotus lativittatus är en insektsart som först beskrevs av Walker, F. 1870.  Melanonotus lativittatus ingår i släktet Melanonotus och familjen vårtbitare. Inga underarter finns listade i Catalogue of Life.